# Гробниця Акбара Великого
27°13′14″ пн. ш. 77°57′02″ сх. д. / 27.220555555556° пн. ш. 77.950555555556° сх. д.
Гробниця Акбара Великого — усипальня падишаха Акбара I Великого, одного з найвідоміших і шанованих мусульманських правителів Індії, покровителя науки і мистецтв.
Архітектурний шедевр епохи Великих Моголів. Розташована в Сікандрі, передмісті міста Агра (за 8 кілометрів на північний захід від центру міста), штат Уттар-Прадеш, Індія.
Акбар Великий сам вибрав місце для свого мавзолею і почав будівництво ще за життя, як це було прийнято у Тимуридів, — приблизно в 1600 році. Закінчено спорудження гробниці було сином Акбара Великого Джахангіром в 1613 році.
Гробниця Акбара Великого є меморіальним комплексом, розташованим на території парку площею близько 48 га. Парк має квадратну форму, оточений стіною з чотирма воротами. Троє з чотирьох воріт не справжні, потрапити в парк можна тільки через одні ворота — південні або Ворота Пишності. Ворота побудовані з традиційного темно-червоного піщаника і викладені різноколірною візерунчастою плиткою з геометричним, рослинним і каліграфічним орнаментом. З чотирьох кутів воріт розташовані мінарети з білого мармура, який на початку XVII століття був в Індії новим і незвичайним будівельним матеріалом.
Широка мощена дорога веде від південних воріт до будівлі мавзолею, побудованої в традиційному стилі. Його обробка скромніша, ніж біля Воріт Пишності, його відрізняє суворість і чітка опрацьованість деталей. Мавзолей має пірамідальну форму складається з п'яти ярусів. Верхній ярус виконаний також з мармуру і увінчаний чотирма загостреними вежами. Посередині мавзолею — відкритий двір, в центрі якого встановлений символічний саркофаг Акбара Великого, розписаний арабською вязью. Проте це усього лише імітація, справжнє поховання Акбара Великого і його двох дружин знаходиться в катакомбах під усипальнею. Спочатку планувалося, що будівля мавзолею завершуватиметься величезним мармуровим куполом, але цього не сталося.
На початку XVII століття гробниця Акбара Великого піддалася розграбуванню плем'ям джат, при цьому були втрачені золоті і срібні пластини, якими був обшитий саркофаг, а також дорогоцінні килими.

## Галерея

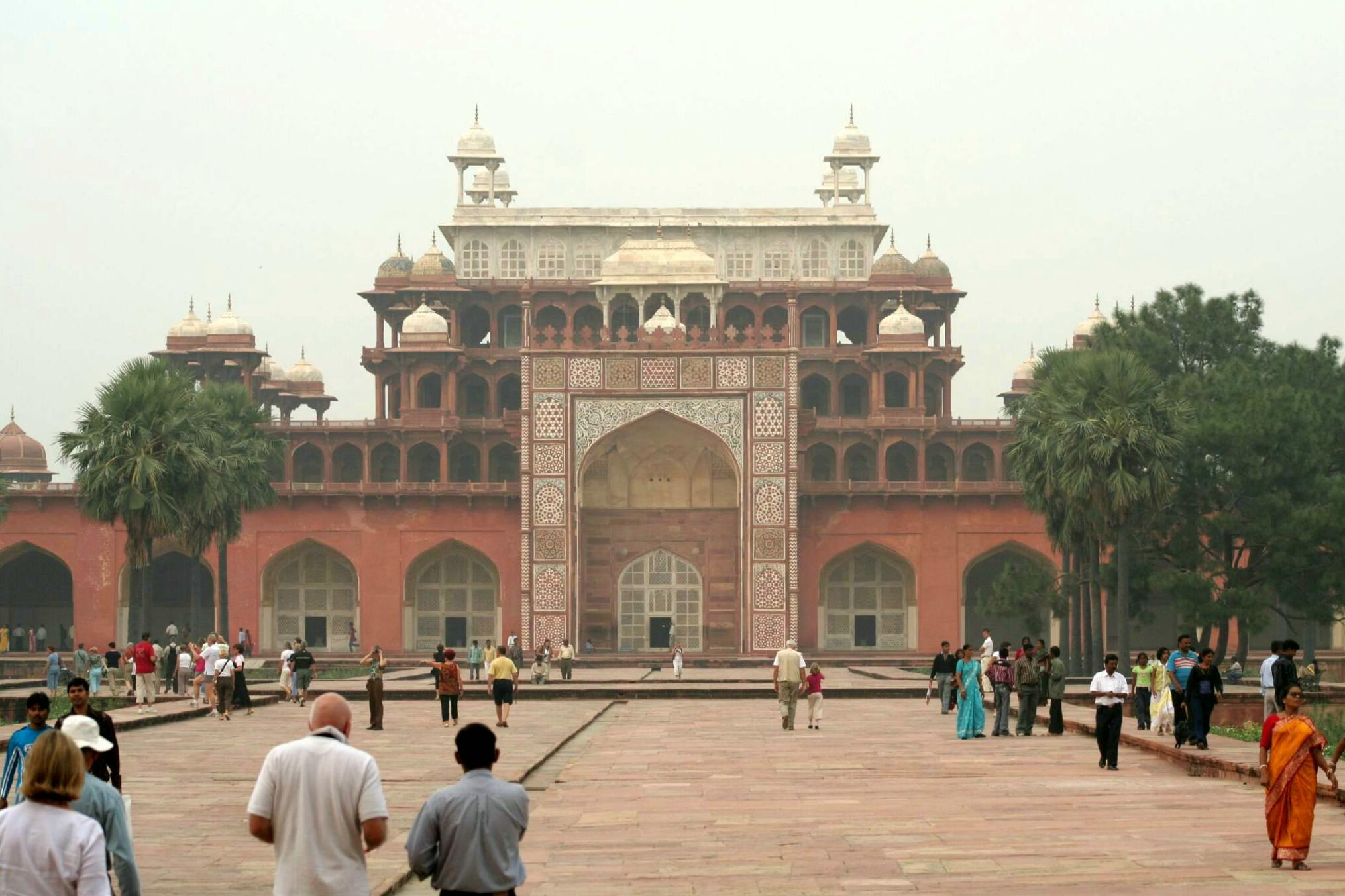
Гробниця Акбара Великого
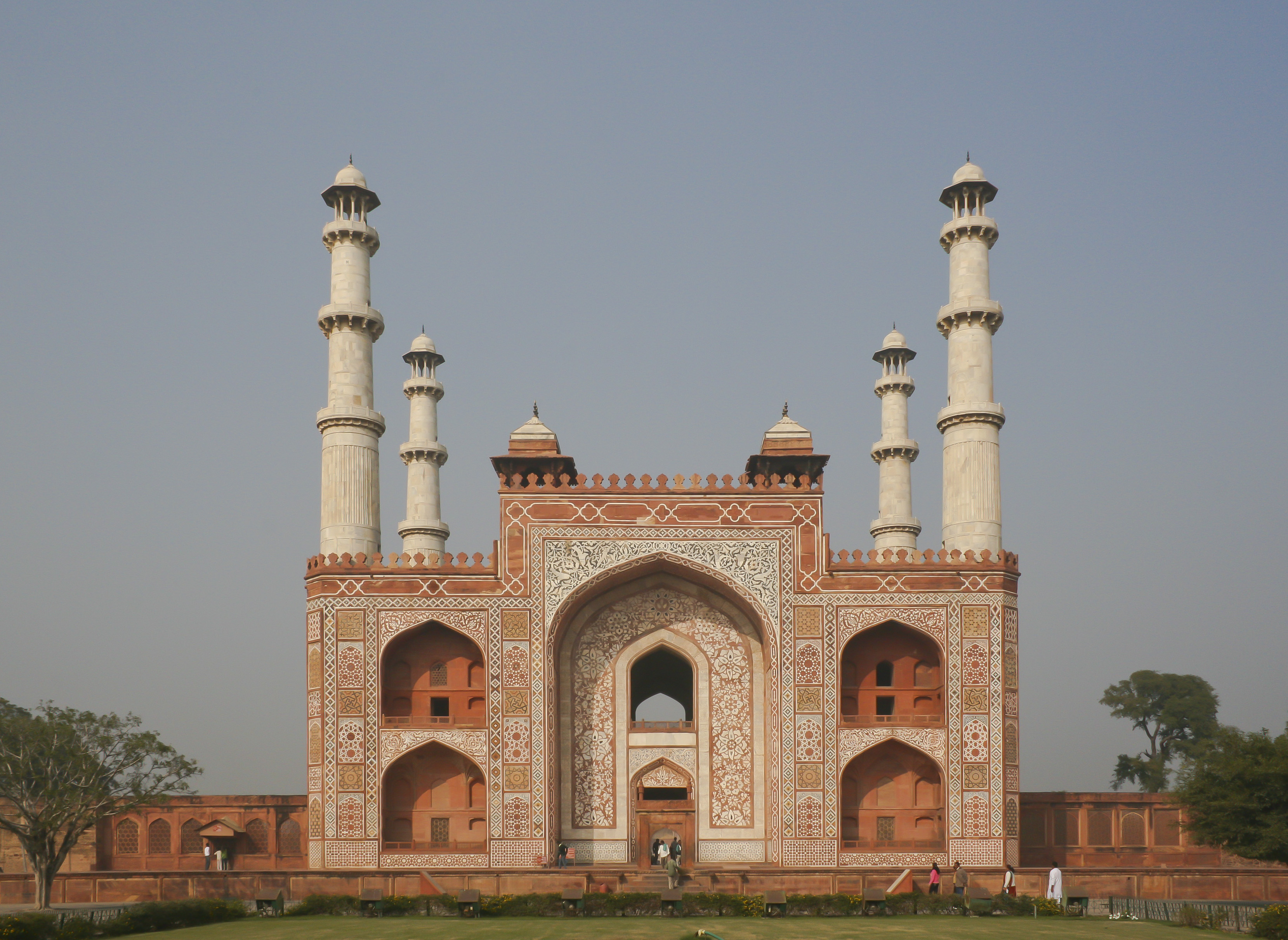
Ворота Пишності
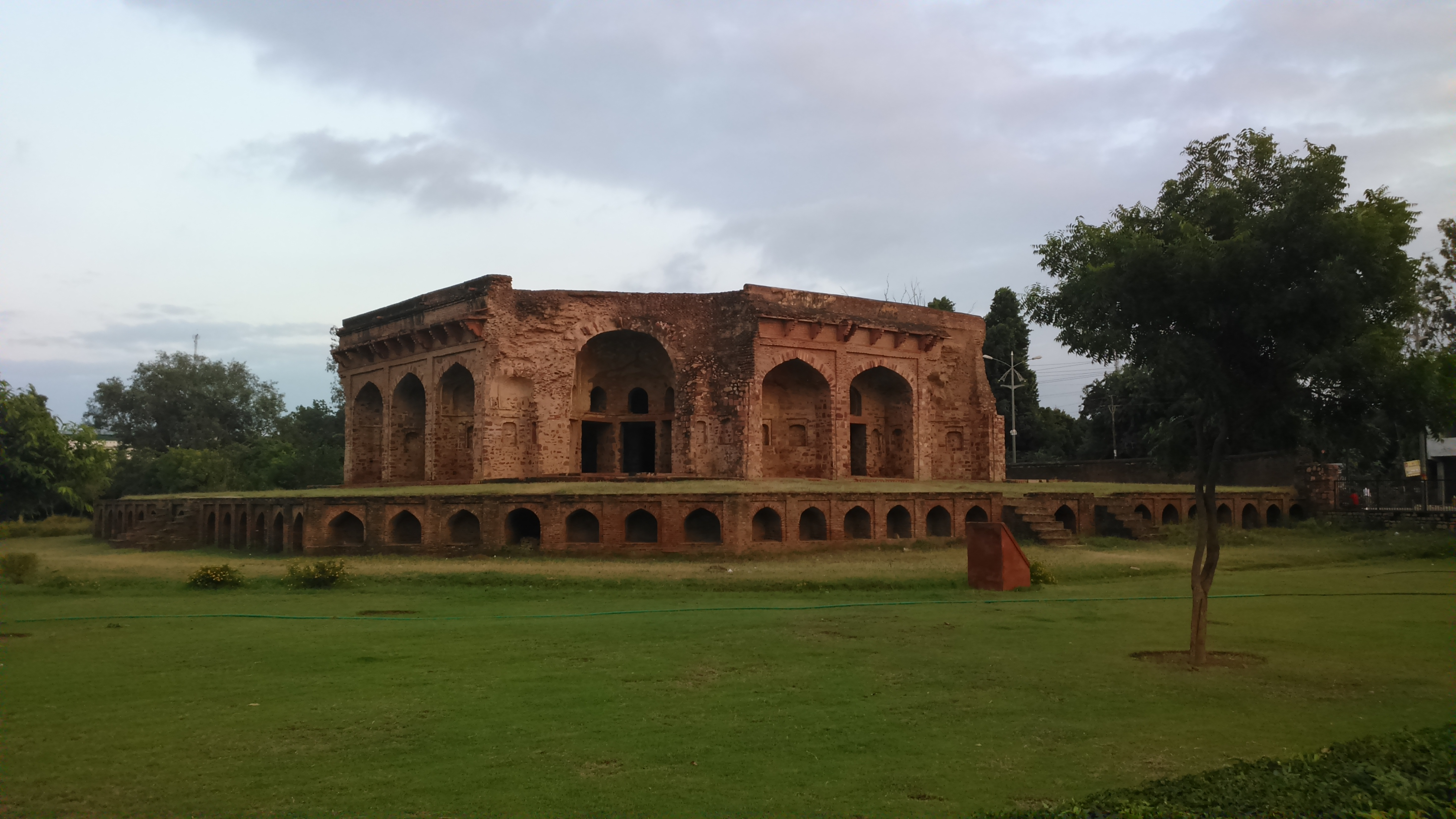
An unknown Lodi tomb in Akbar's Tomb complex
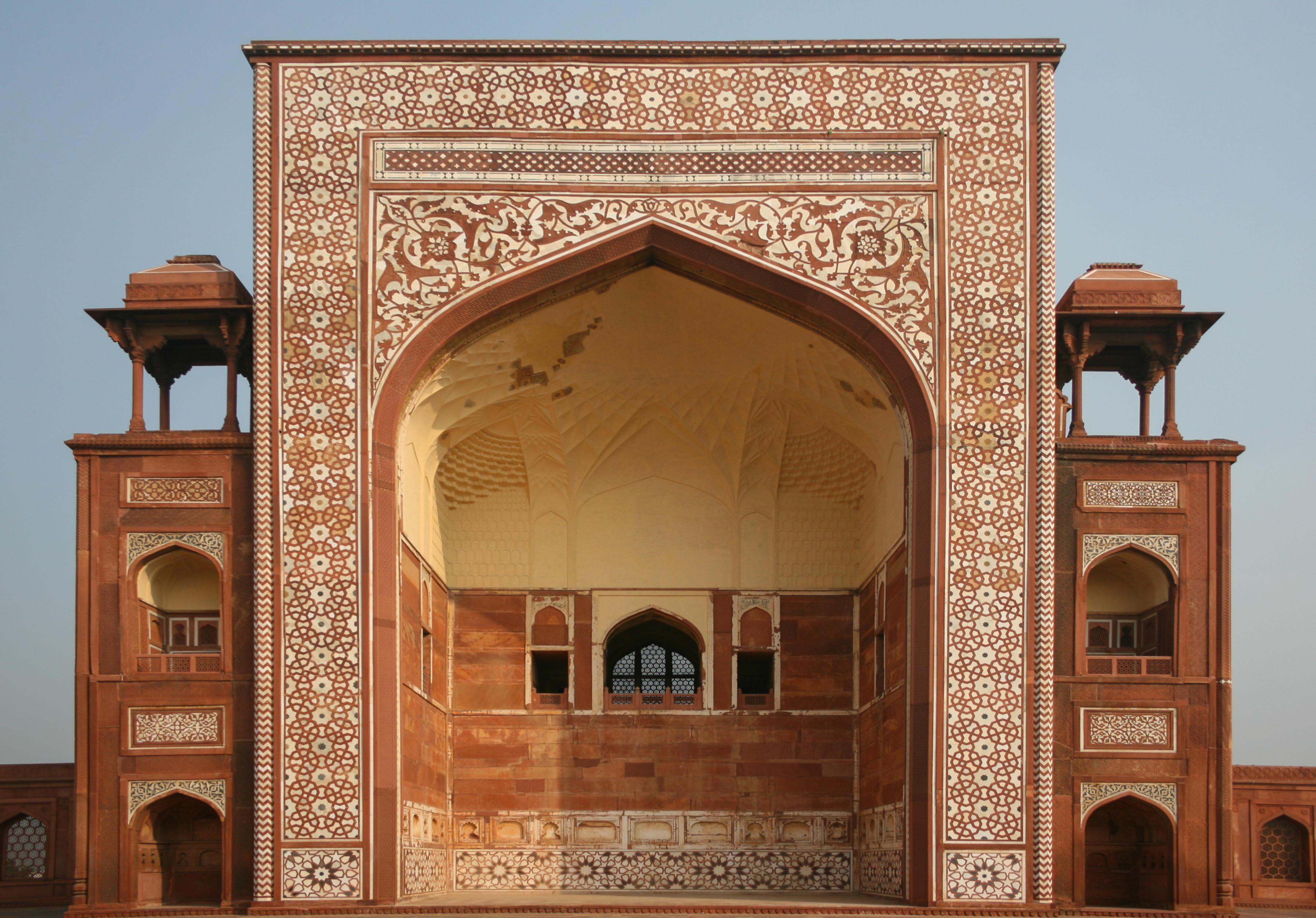
Barrel vault
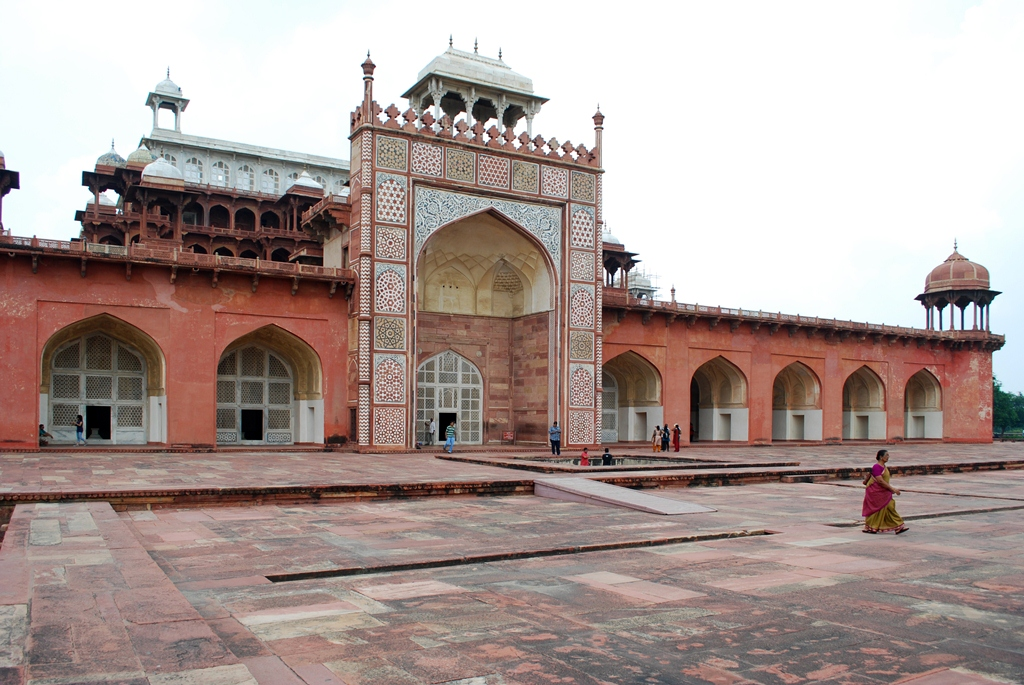
Front Façade
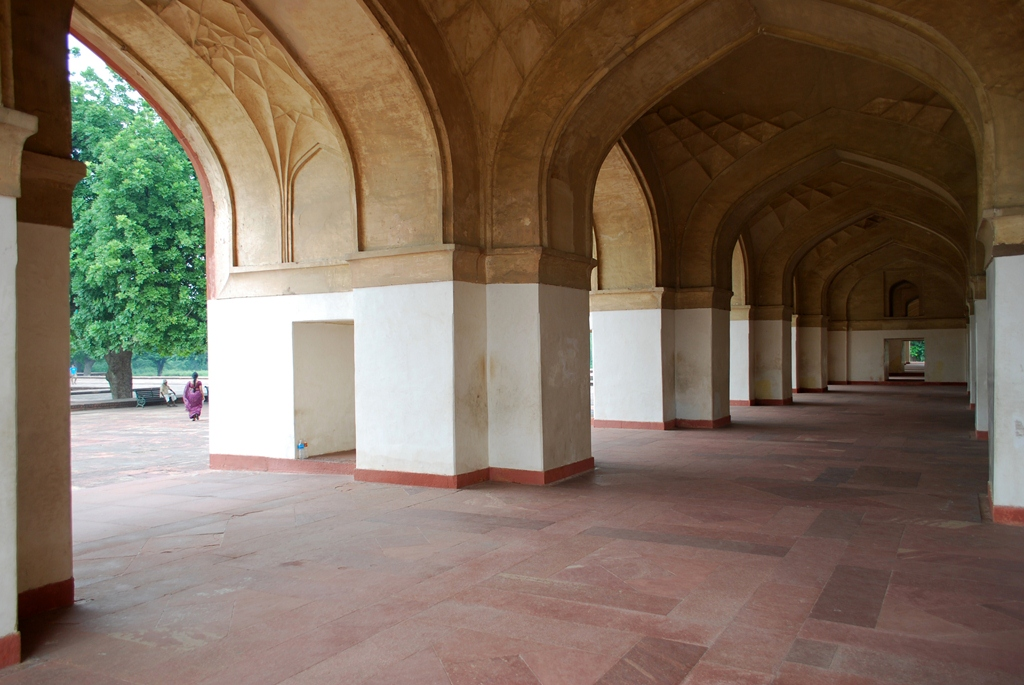
Circumferential Gallery around the cenotaph
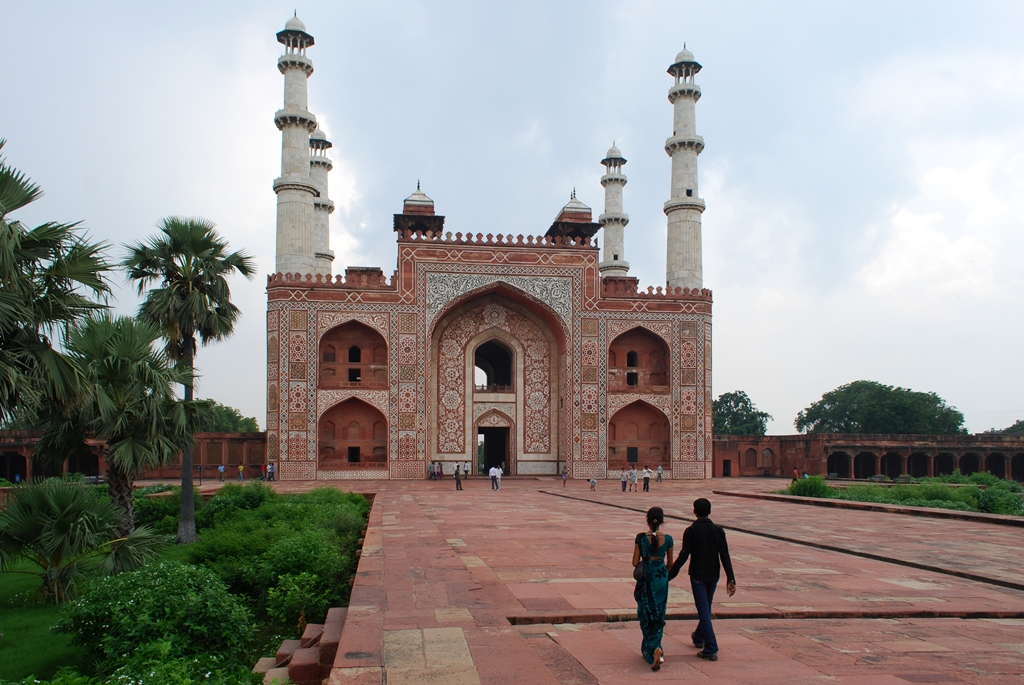
View of South Gate from Interior
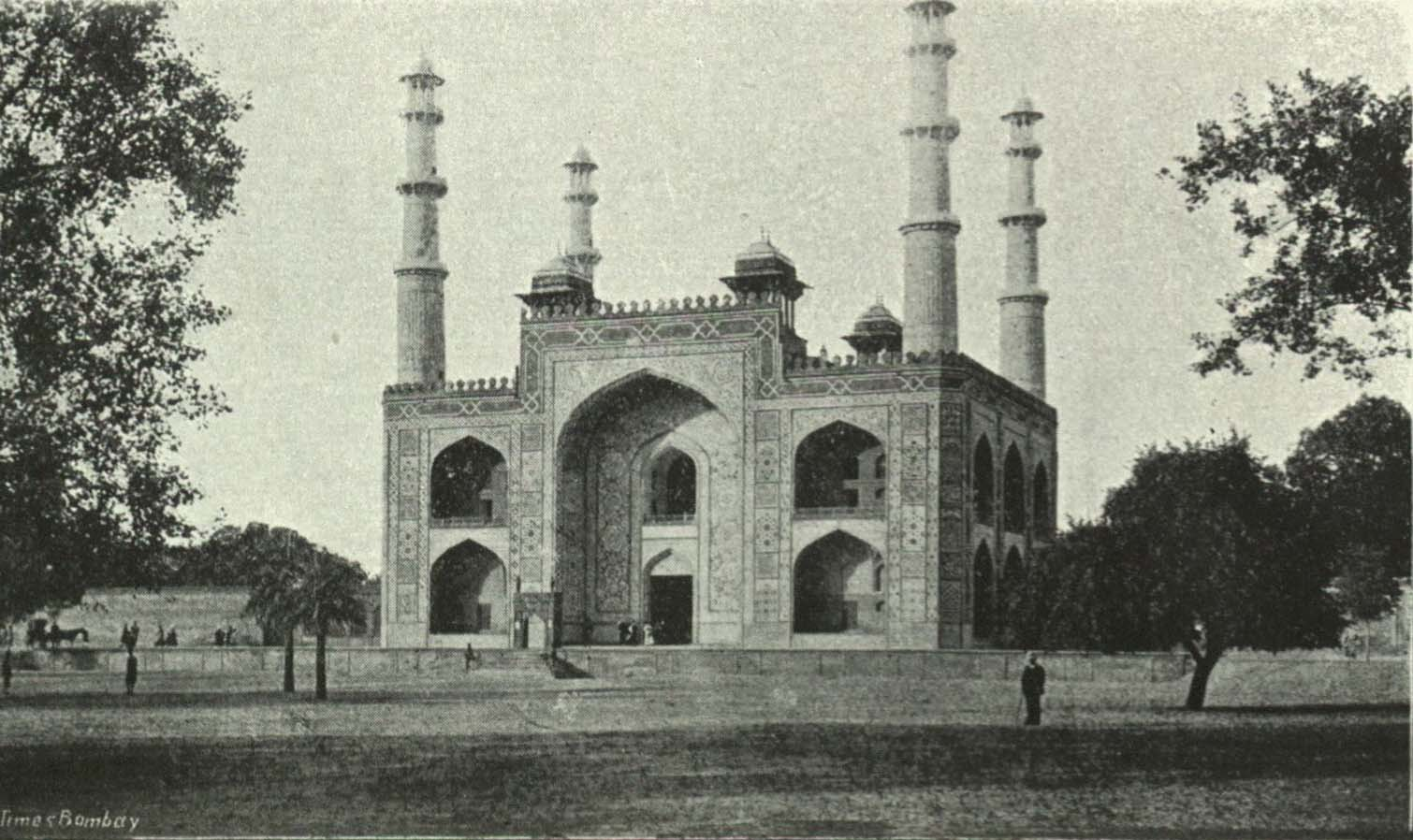
The Tomb of Akbar, c. 1905
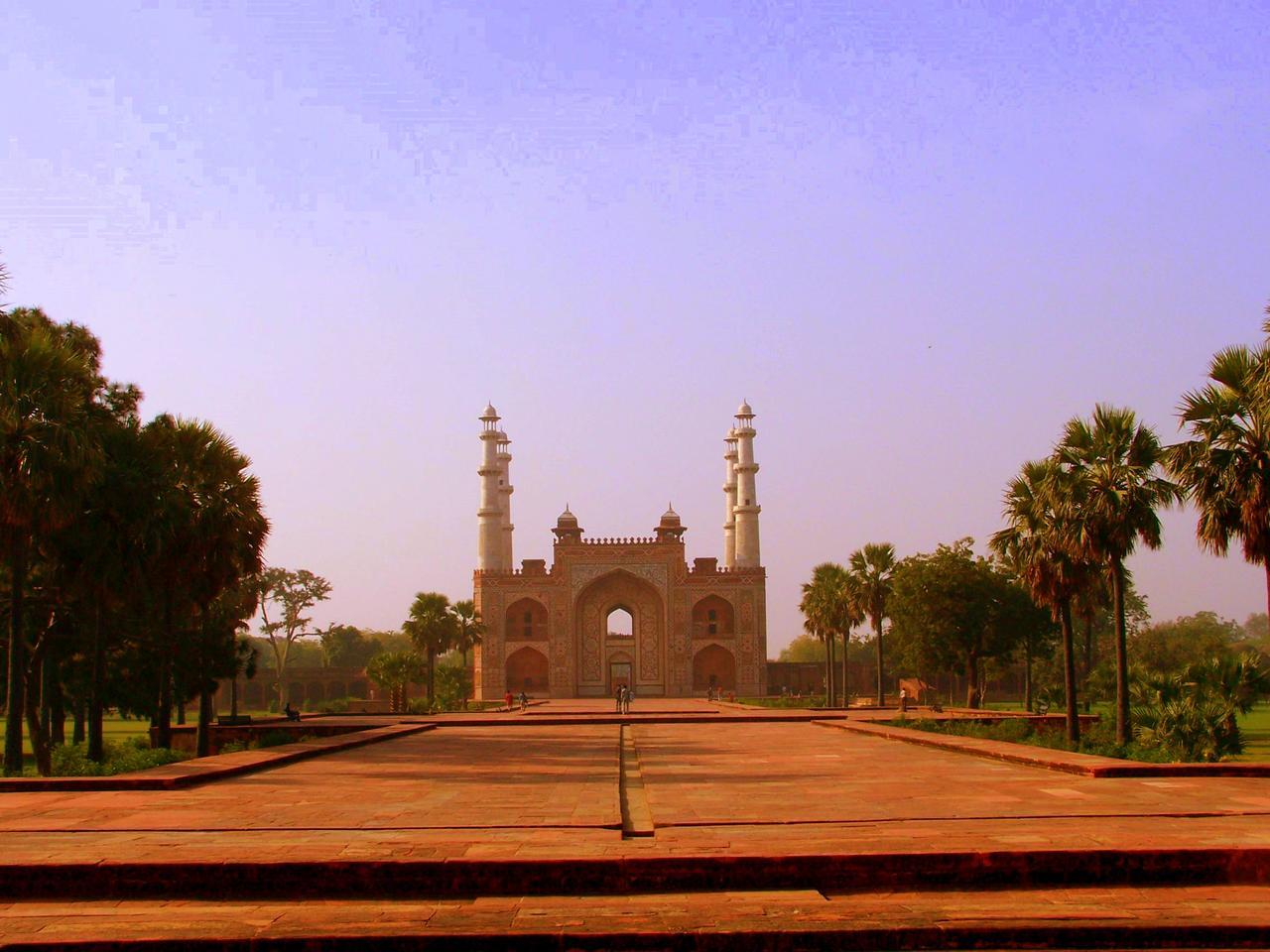
Main entrance of Akbar's Tomb complex from inside.
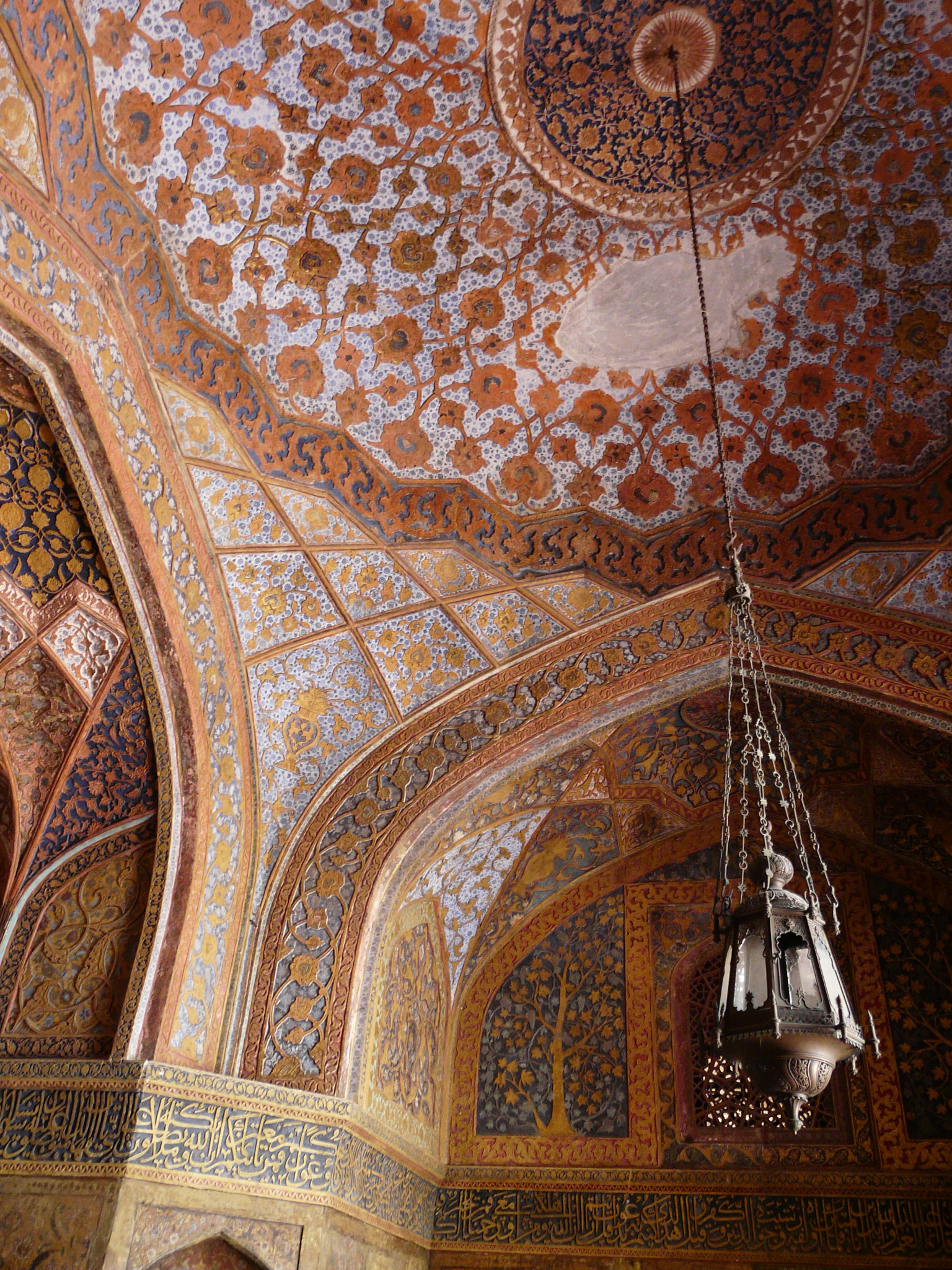
Tomb ceiling details, Tomb of Akbar, Sikandra
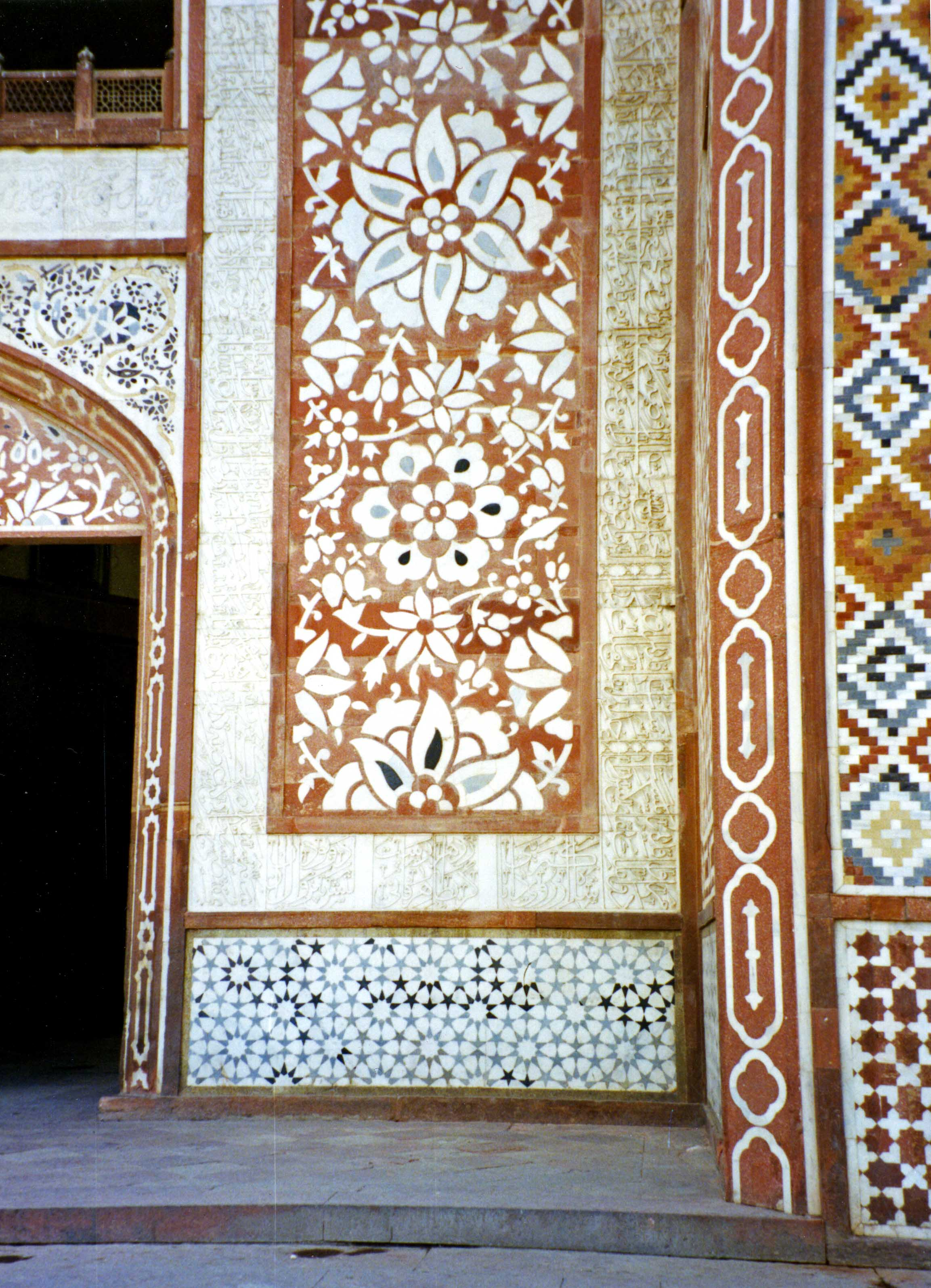
Inlay panels on the South Gate
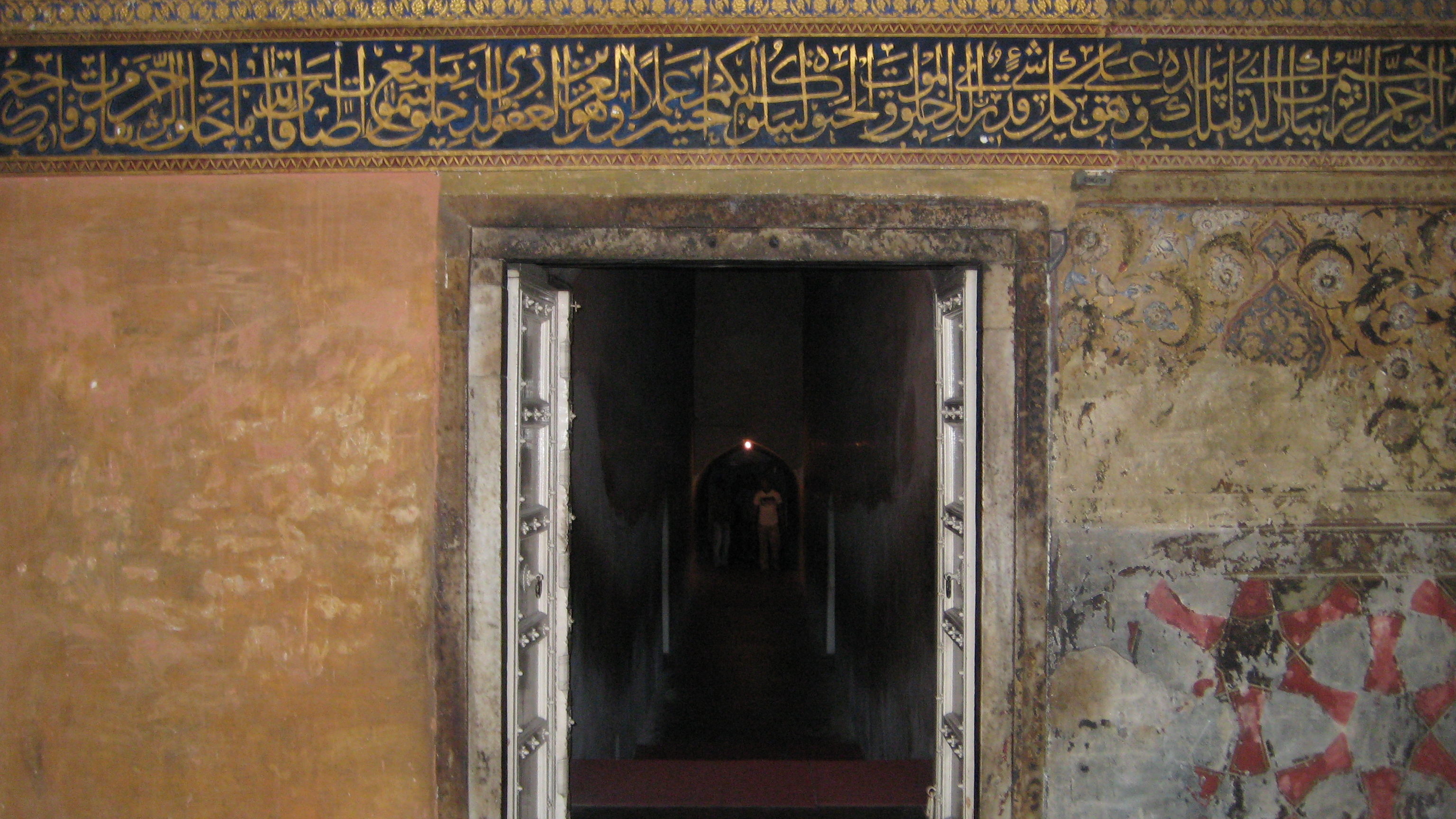
Calligraphy over the entrance to the main burial chamber.
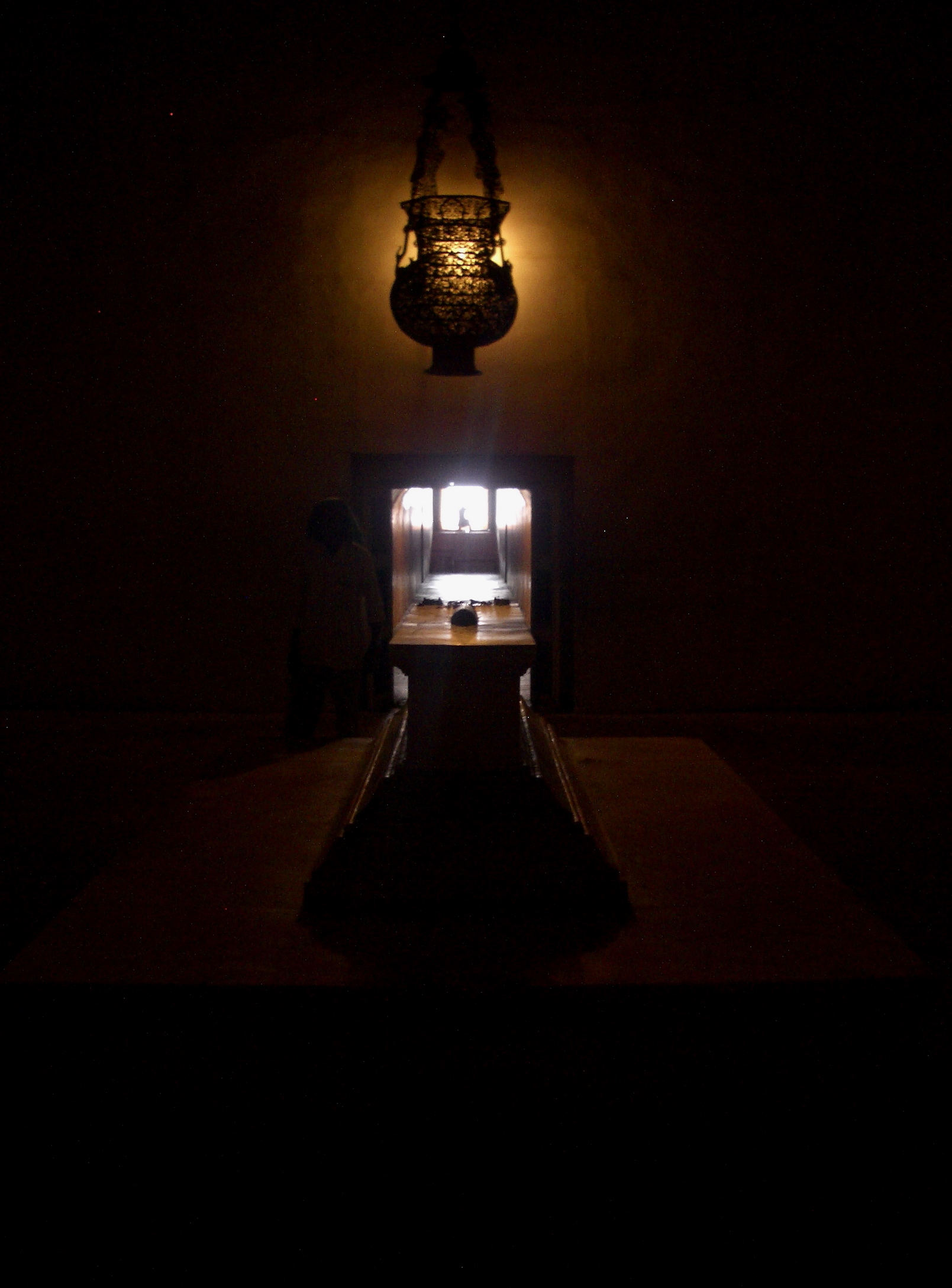
True tomb of Akbar, at the basement of the tomb.
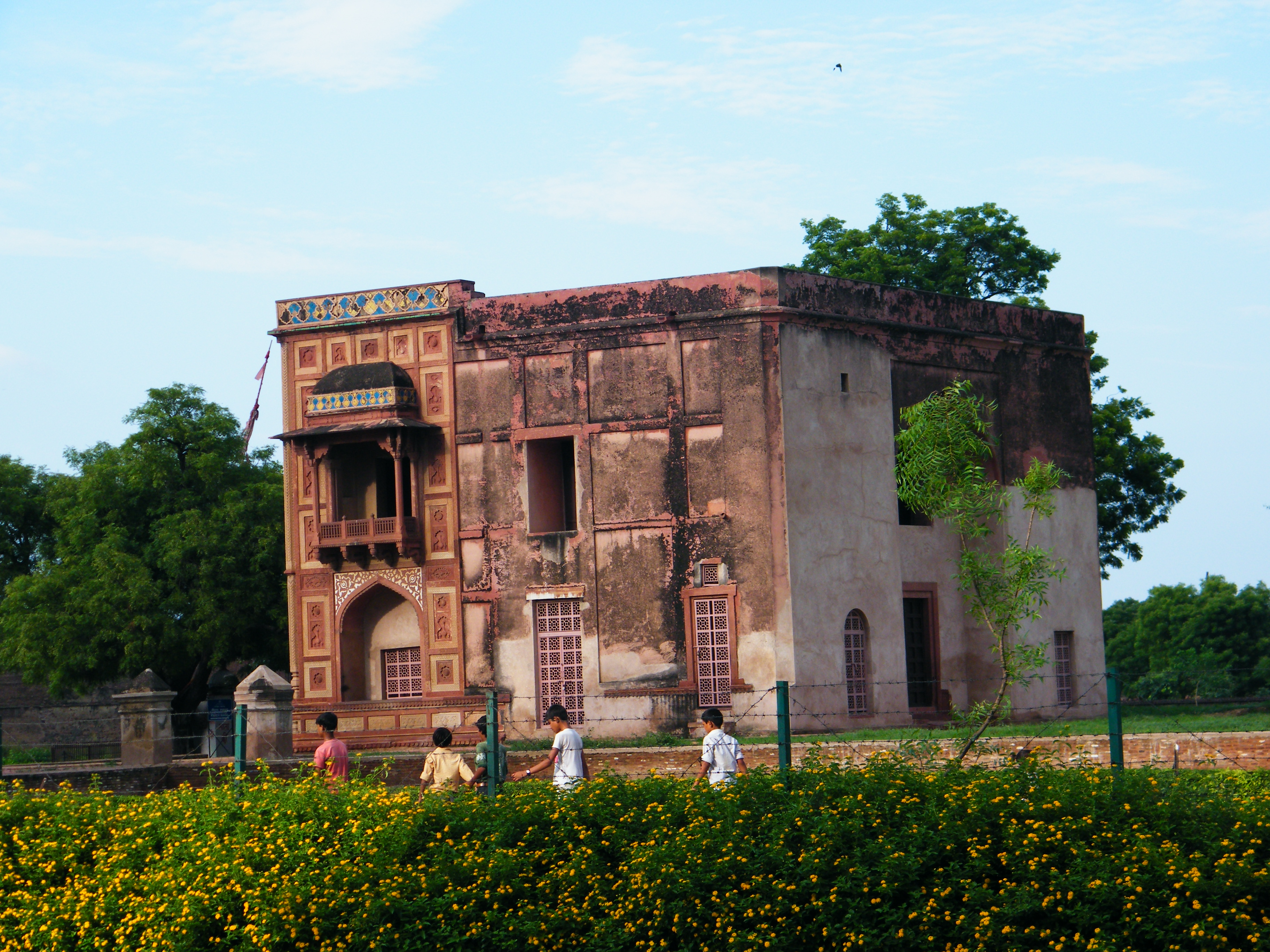
Kanch Mahal, built by Jehangir, as a harem quarter later used as a hunting lodge.
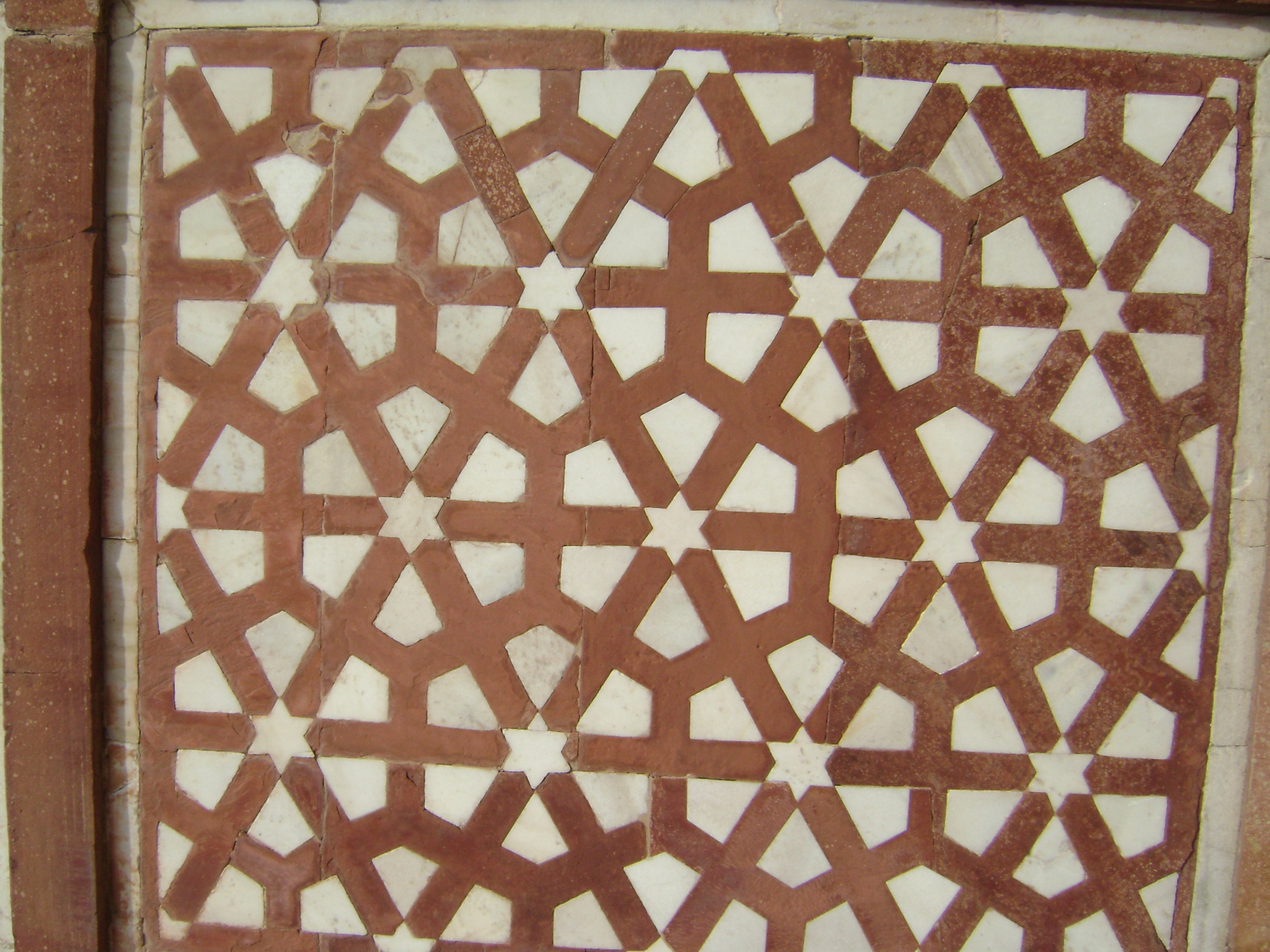
Inside work of Akbar's tomb
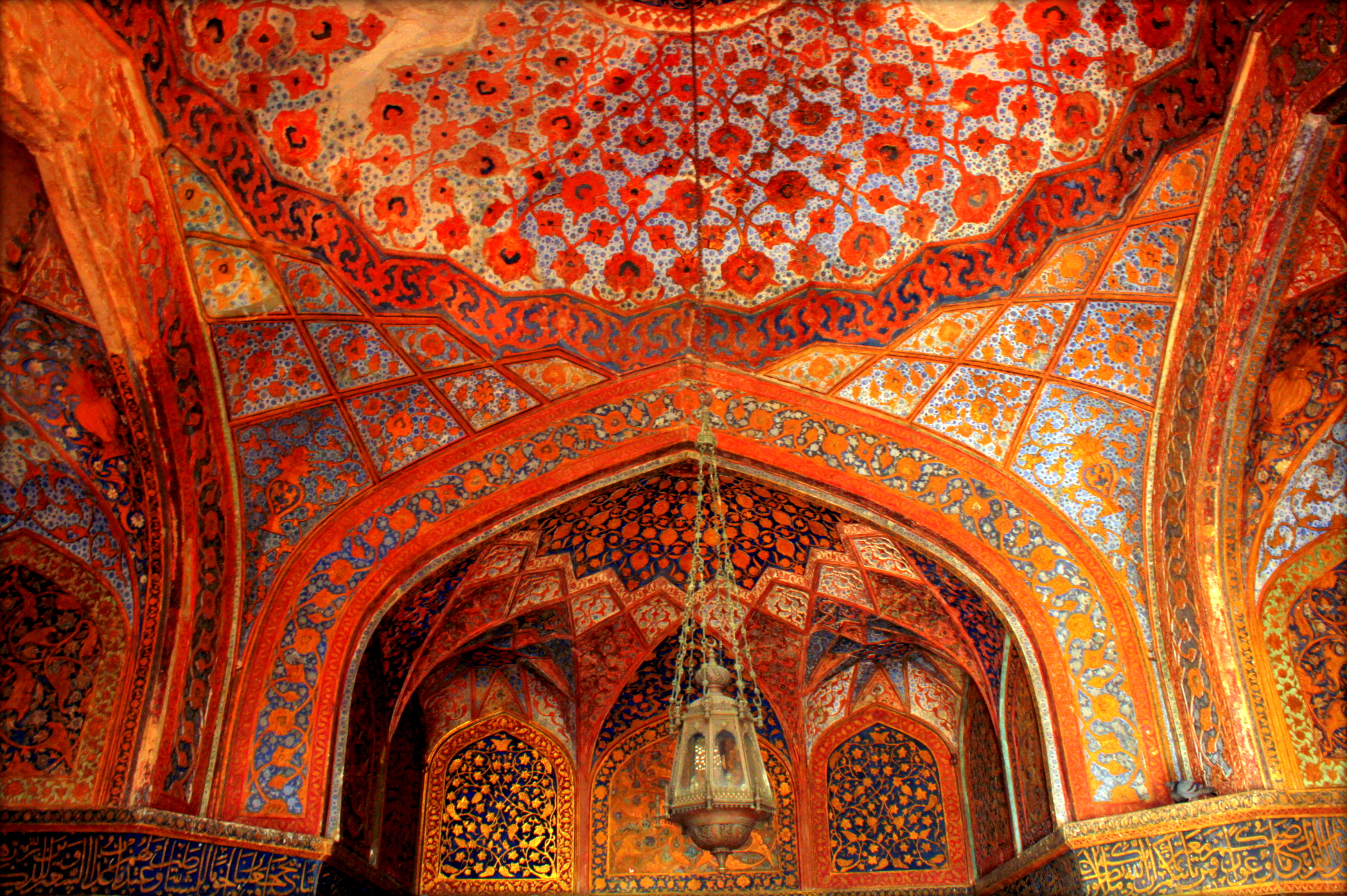
Entrance Arch (inside details) of main Cenotaph
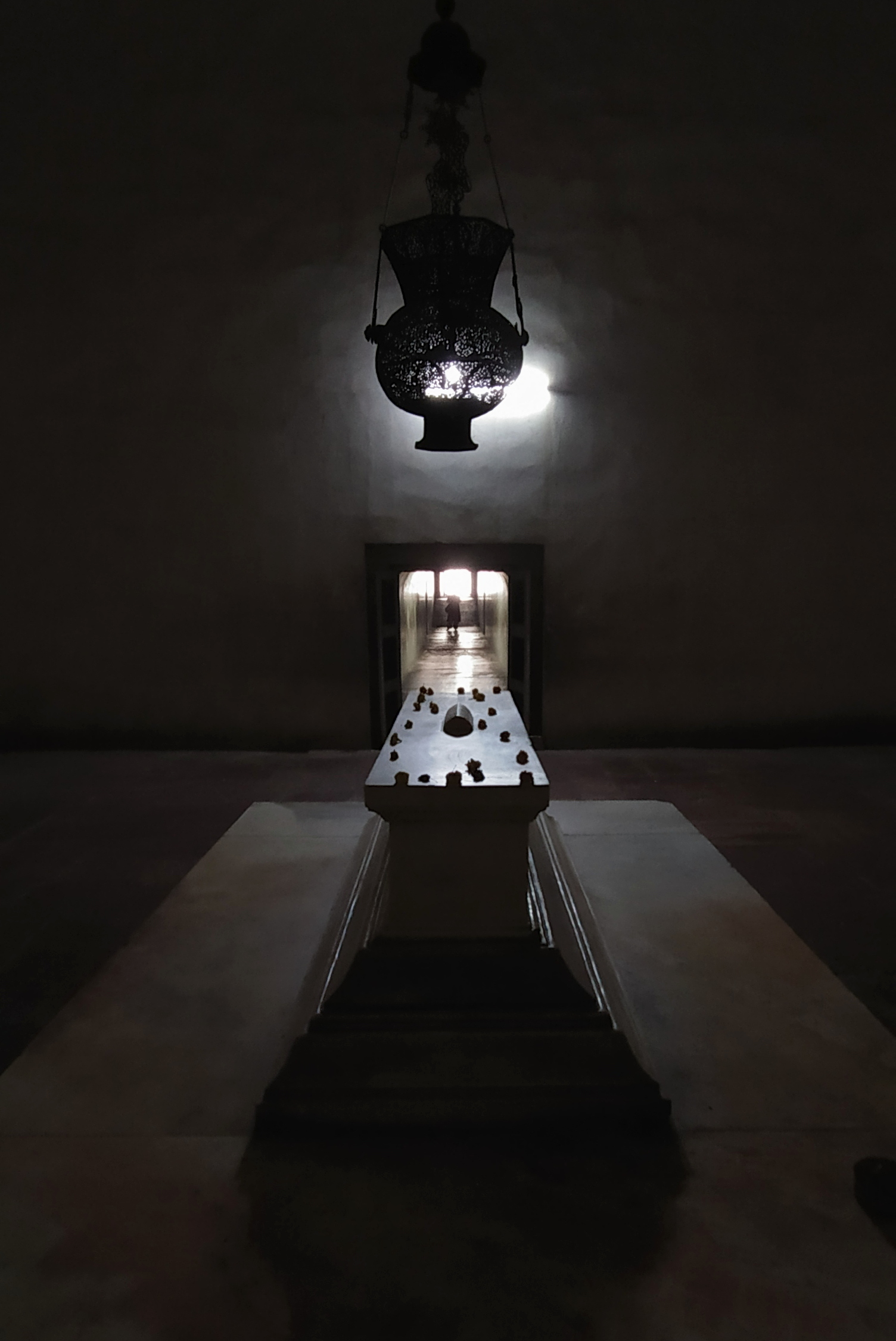
Akbar's Tomb at basement